# Discografia de Danger Radio
A discografia de Danger Radio, uma banda estadunidense de rock alternativo, compreende dois álbuns de estúdio, dois extended plays, cinco singles e dois videoclipess lançados desde sua formação. Em 2004, após participarem de diversos festivais no primeiro ano de carreira, a banda assina com a I Ate Her Records para o lançamento de seu primeiro EP, The Difference Between Love and Envy, em 21 de maio daquele ano, produzido por Casey Bates, conhecido por trabalhar com as bandas MxPx e Chiodos. Em 2006, porém, a gravadora I Ate Her Records não se interessa em novos lançamentos da banda, não re-assinando para um álbum de estúdio. Em 5 de novembro de 2007, após assinarem com a Photo Finish Records e passarem um ano gravando novas faixas com o produtor Tom Pfaeffle, é lançado seu segundo EP, intitulado Punch Your Lights Out, tendo como distribuidora a Atlantic Records Como único single foi lançada a faixa "Party Foul", que não despontou nas tabelas, porém seu videoclipe ficou bastante conhecido ao integrar a grade da MTV, sendo exibido pela emissora.
Em 8 de julho de 2008 é lançado o primeiro álbum de estúdio da banda, Used and Abused pela Photo Finish Records. O álbum alcançou a posição dezesete na Billboard Top Heatseekers e cento e noventa e oito na Billboard 200. Como primeiro single foi retirada a canção "Slow Dance with a Stranger" ainda em julho, sendo que a faixa "Your Kind (Speak to Me)" foi liberada como segunda e última música de trabalho em novembro. No início de 2010 anunciaram que haviam assinado com a Doghouse Records, gravadora da cantora Lights e de bandas como The All-American Rejects e Say Anything. Em 27 de julho de 2010 lançam o segundo álbum de estúdio, Nothing's Gonna Hold Us Down, embalada pela faixa-título como primeiro single lançado. Atualmente a banda trabalha para o lançamento do terceiro álbum.

## Álbuns

### Álbuns de estúdio
| Ano  | Álbum | Posições | Posições | Vendas |
| Ano  | Álbum | USA      | USA Heat | Vendas |
| ---- | --- | -------- | -------- | ------ |
| 2008 | Used and Abused - Lançamento: 7 de julho de 2008 - Formatos: CD, download digital - Gravadora: Photo Finish Records            | 198      | 17       |        |
| 2010 | Nothing's Gonna Hold Us Down - Lançamento: 17 de agosto de 2010 - Formatos: CD, download digital - Gravadora: Doghouse Records | —        | —        |        |

### EPs
| Ano  | EP / Detalhes |
| ---- | --- |
| 2004 | The Difference Between Love and Envy - Lançamento: 21 de maio de 2004. - Gravadora: I Ate Her Records - Formatos: EP, download digital |
| 2007 | Punch Your Lights Out - Lançamento: 5 de novembro de 2007 - Gravadora: Photo Finish Records - Formatos: EP, download digital           |

## Singles
| Ano  | Single                                         | Posições | Posições | Álbum                        |
| Ano  | Single                                         | USA      | ESL      | Álbum                        |
| ---- | ---------------------------------------------- | -------- | -------- | ---------------------------- |
| 2007 | "Party Foul"                                   | —        | —        | Punch Your Lights Out        |
| 2008 | "Your Kind (Speak to Me)"                      | —        | —        | Used and Abused              |
| 2008 | "Slow Dance with a Stranger"                   | —        | 25       | Used and Abused              |
| 2008 | "Baby, It's Cold Outside"(feat. Kathryn Claus) | —        | —        | apenas lançada no iTunes     |
| 2010 | "Nothing's Gonna Hold Us Down"                 | —        | —        | Nothing's Gonna Hold Us Down |
| 2010 | "Build"                                        | —        | —        | Nothing's Gonna Hold Us Down |

### Outras canções
| Ano  | Título                            |
| ---- | --------------------------------- |
| 2007 | "All I Want for Christmas Is You" |
| 2008 | "Starstruck"(feat. Jeffree Star)  |

## Videoclipes
| Ano  | Título                       | Diretor |
| ---- | ---------------------------- | ------- |
| 2008 | "Party Foul"                 |         |
| 2008 | "Slow Dance with a Stranger" |         |